# マリー・エリザベート・ド・フランス
マリー＝エリザベート・ド・フランス（Marie-Élisabeth de France）またはマリー＝エリザベート・ド・ヴァロワ（Marie-Élisabeth de Valois, 1572年10月27日 - 1578年4月8日）は、フランス王シャルル9世と王妃エリザベート・ドートリッシュ（神聖ローマ皇帝マクシミリアン2世の娘）の間の長女。

## 生涯
シャルル9世夫妻の唯一の子供として生まれ、イングランド女王エリザベス1世が名付け親となった。生後2歳で父を亡くし、1575年に寡婦となった母がオーストリアの実家に去ったため、養育係（ガヴァネス）のクリッセ夫人（Madame Crissé）の世話で育てられた。虚弱体質で、1578年に5歳で世を去った。
ピエール・ド・ブラントームの回想録によれば、王女は幼くして並外れた知性を備え、かつ勉強熱心であり、幼児でありながら既に成人のような態度を身に着けていたという。マリー・エリザベートは亡き父を慕い、シャルル9世の生前の様子について詳しく聞きたがり、よくシャルル王の話をしてくれる者には褒美を与えた。